# Бохербой
Бохербой (англ. Boherbue; ирл. An Bóthar Buí) — деревня в Ирландии, находится в графстве Корк (провинция Манстер).

## Демография
Население — 378 человек (по переписи 2006 года). В 2002 году население составляло 379 человек.
Данные переписи 2006 года:
| Общие демографические показатели |               |                               |                               |      |      |
| Всё население                    | Всё население | Изменения населения 2002—2006 | Изменения населения 2002—2006 | 2006 | 2006 |
| 2002                             | 2006          | чел.                          | %                             | муж. | жен. |
| 379                              | 378           | -1                            | -0,3                          | 180  | 198  |